# IC 3936
IC 3936 је двојна звијезда у сазвјежђу Береникина коса која се налази на листи објеката дубоког неба у Индекс каталогу.
Деклинација објекта је + 19° 3' 28" а ректасцензија 12h 58m 20,2s.